# Vallée de l'Elqui
La vallée de l'Elqui, connue aussi sous le nom de vallée de Coquimbo, est une vallée située dans la province d'Elqui, région de Coquimbo, au Chili. Elle tire son nom du fleuve Elqui, qui est la principale rivière de la vallée. Ce fleuve naît de la confluence des rivières Claro et Turbio, qui proviennent toutes deux de la cordillère des Andes. Il se jette dans l'océan Pacifique, à quelques kilomètres au Nord de la commune de La Serena.
Cette vallée est aussi connue pour être le lieu de production du Pisco chilien et la région natale de Gabriela Mistral. La ville de Vicuña, lieu de naissance du premier prix Nobel de littérature chilien Gabriela Mistral se trouve dans cette vallée. Elle est enterrée dans le village de Montegrande (es), également situé dans la vallée de l'Elqui.

## Géographie
La vallée de l'Elqui se situe à environ 500 kilomètres au nord de Santiago du Chili et à 70 kilomètres de La Serena dans la Région de Coquimbo. Elle est connue pour posséder deux observatoires astronomiques professionnels : l'observatoire interaméricain du Cerro Tololo, situé sur le cerro Tololo et l'observatoire Gemini, situé sur le cerro Pachón.
Dans  cette vallée se trouvent de nombreux réservoirs hydrauliques. Il y a d'abord celui de Puclaro (es), qui se situe à 432 mètres d'altitude sur un lieu appelé angostura puclaro. Il a une capacité de 200 millions de mètres cubes d'eau douce pour une superficie de 760 hectares. Plus en amont, à 3 100 mètres d'altitude, se trouve la retenue d'eau artificielle de La Laguna. À cette altitude, le Rio Elqui a perdu son nom pour devenir le Rio Laguna. Ce cours d'eau dont le régime est torrentiel, a une orientation Nord-sud dans sa partie amont (Paso del Agua Negra) et porte le nom de Rio Colorado.

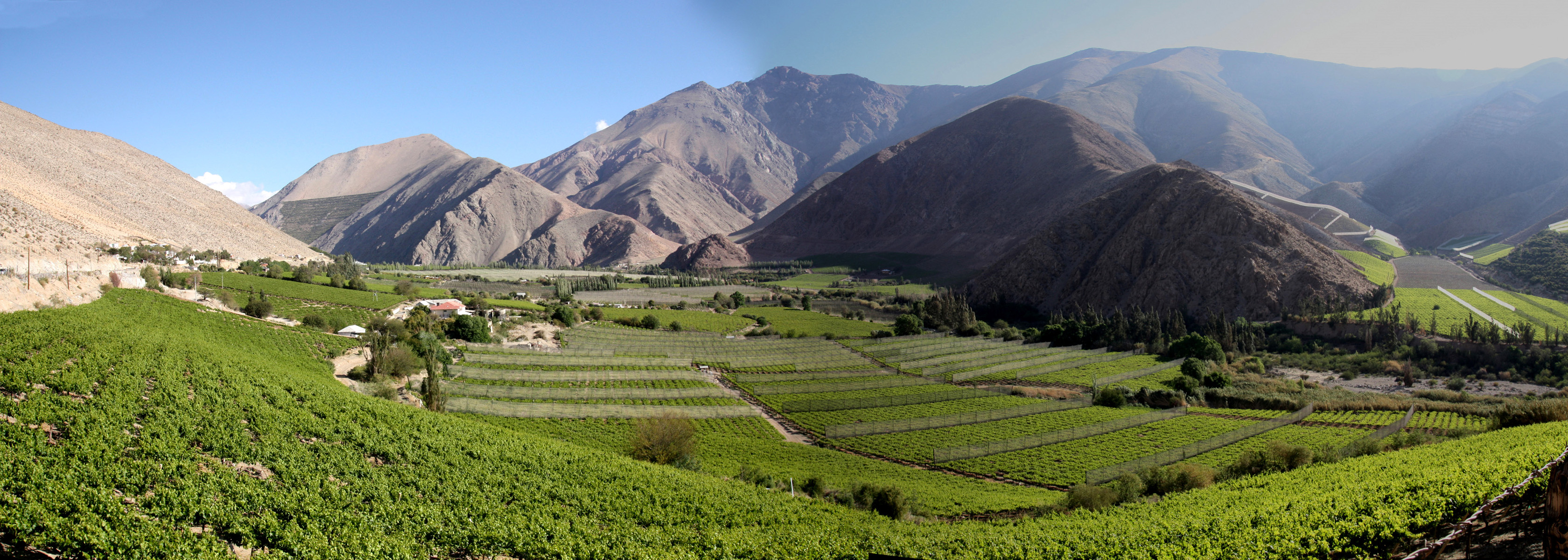
Panorama de la vallée de l'Elqui.

## Climat

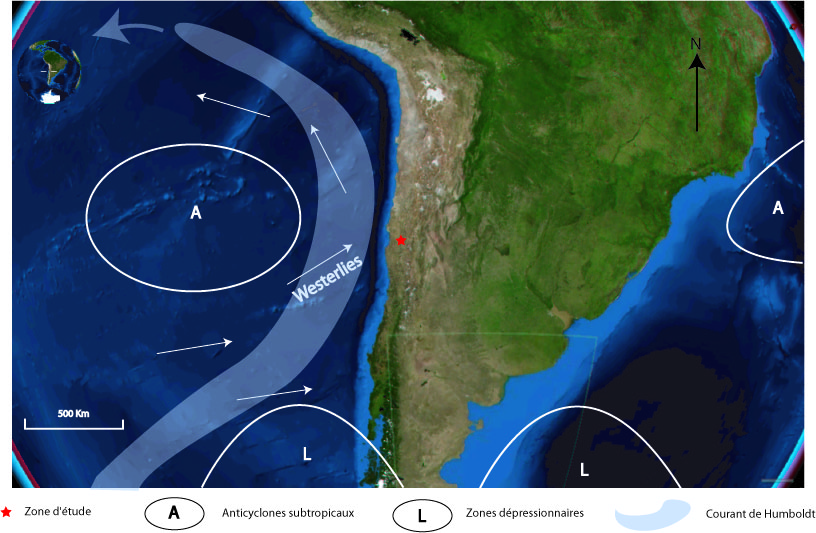
Circulation atmosphérique : localisation des masses anticycloniques et dépressionnaires au large du Chili

La vallée du Rio Elqui, située dans le Norte-Chico est dominée par un climat semi-aride. Celui-ci est dû au positionnement de l'anticyclone Pacifique subtropical face aux côtes Chiliennes des Andes centrales du sud.
Deux  types de masses d’air agissant sur le climat du Norte-Chico sont identifiables : la masse d’air, polaire et tropicale. Leur déplacement est conditionné par le positionnement de zones anticycloniques et dépressionnaires ainsi que par certains obstacles dont font partie les orogènes.

## Galerie

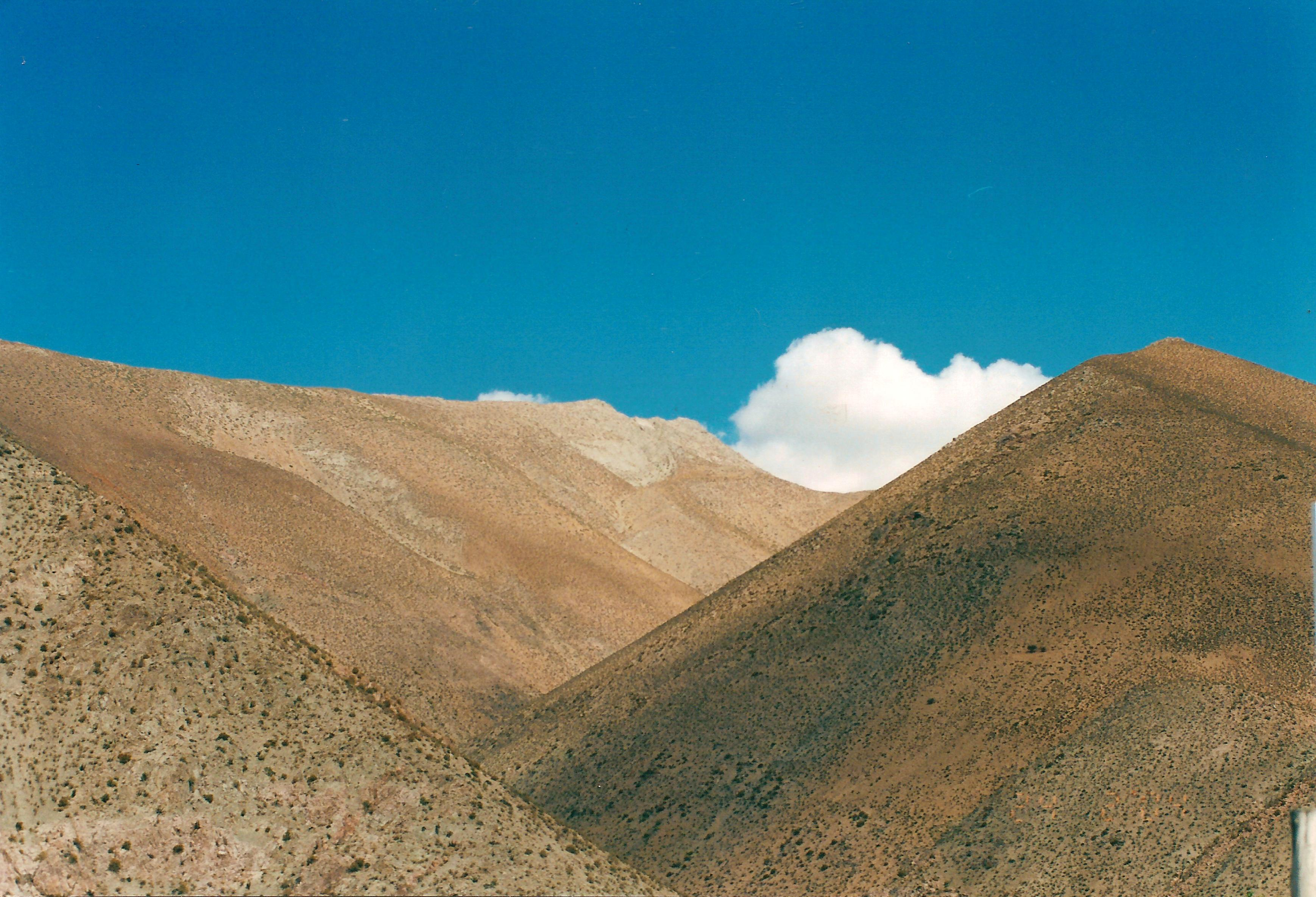
Paysage de la Vallée de Elqui (2004).
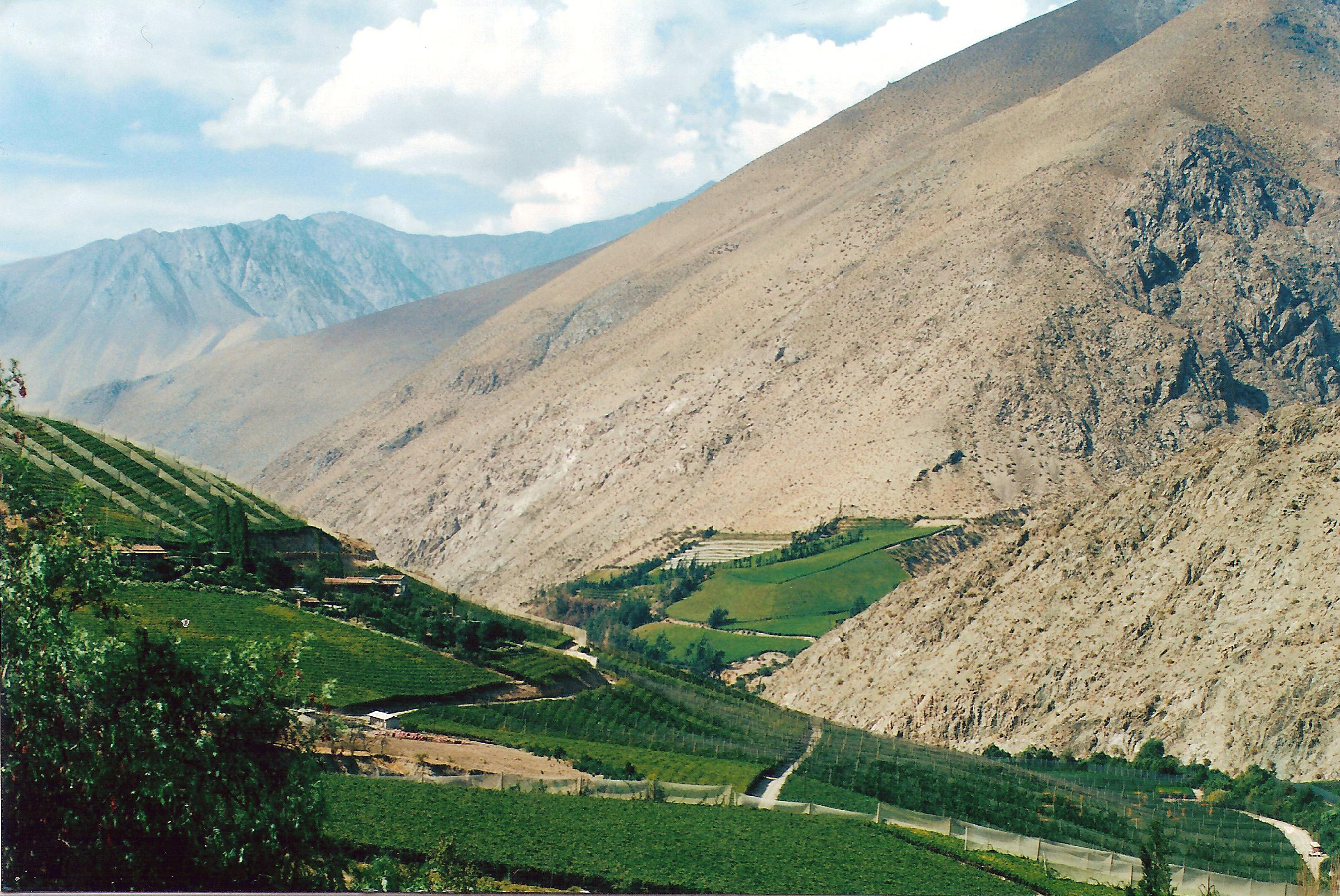
Plantations de vignes sur la Vallée de Elqui (2004).
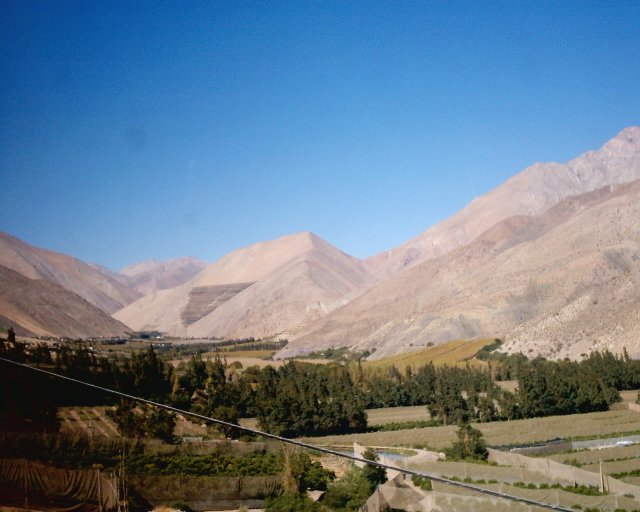
Vue de la Vallée de Elqui.
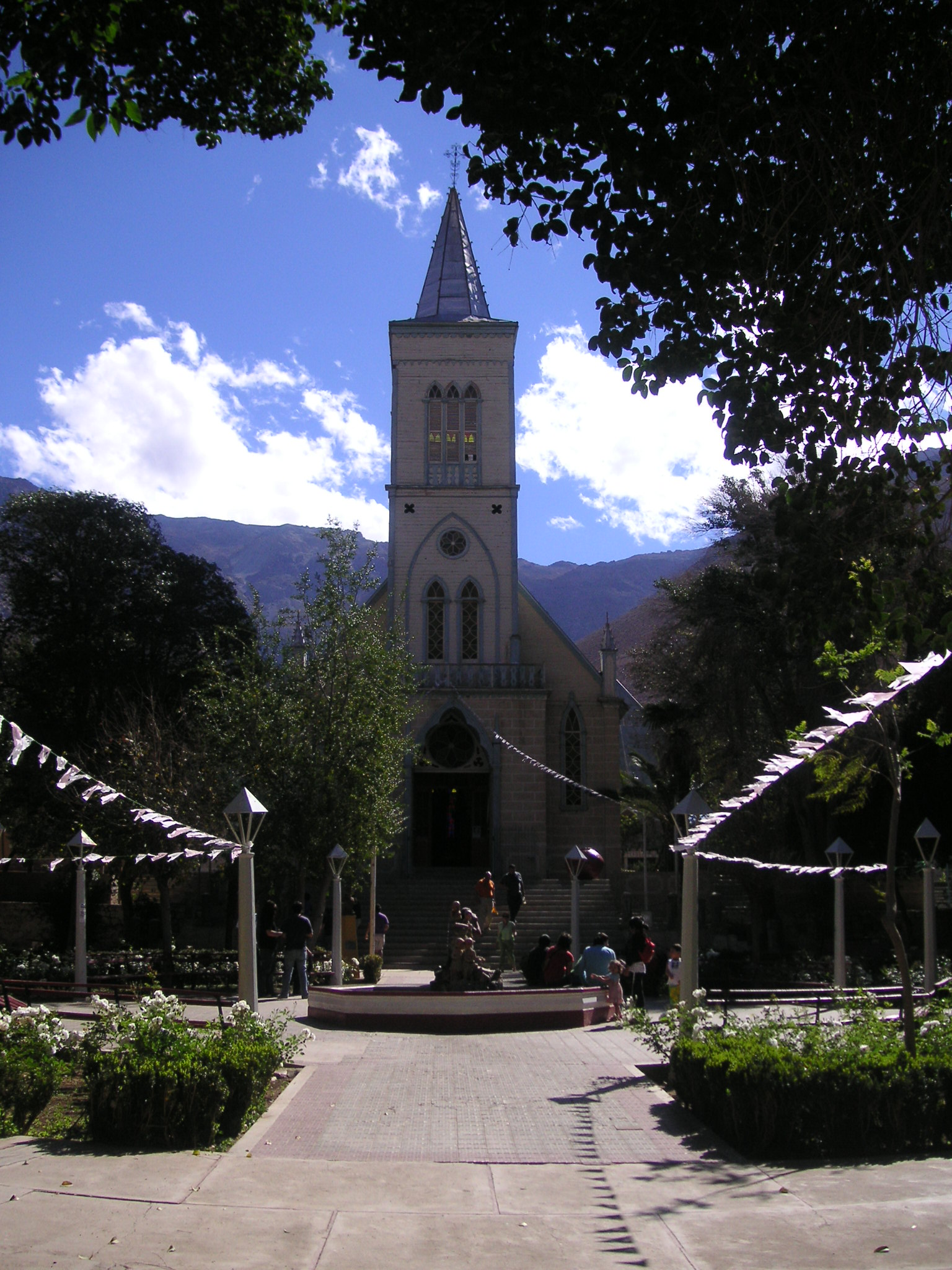
Église de Pisco Elqui.
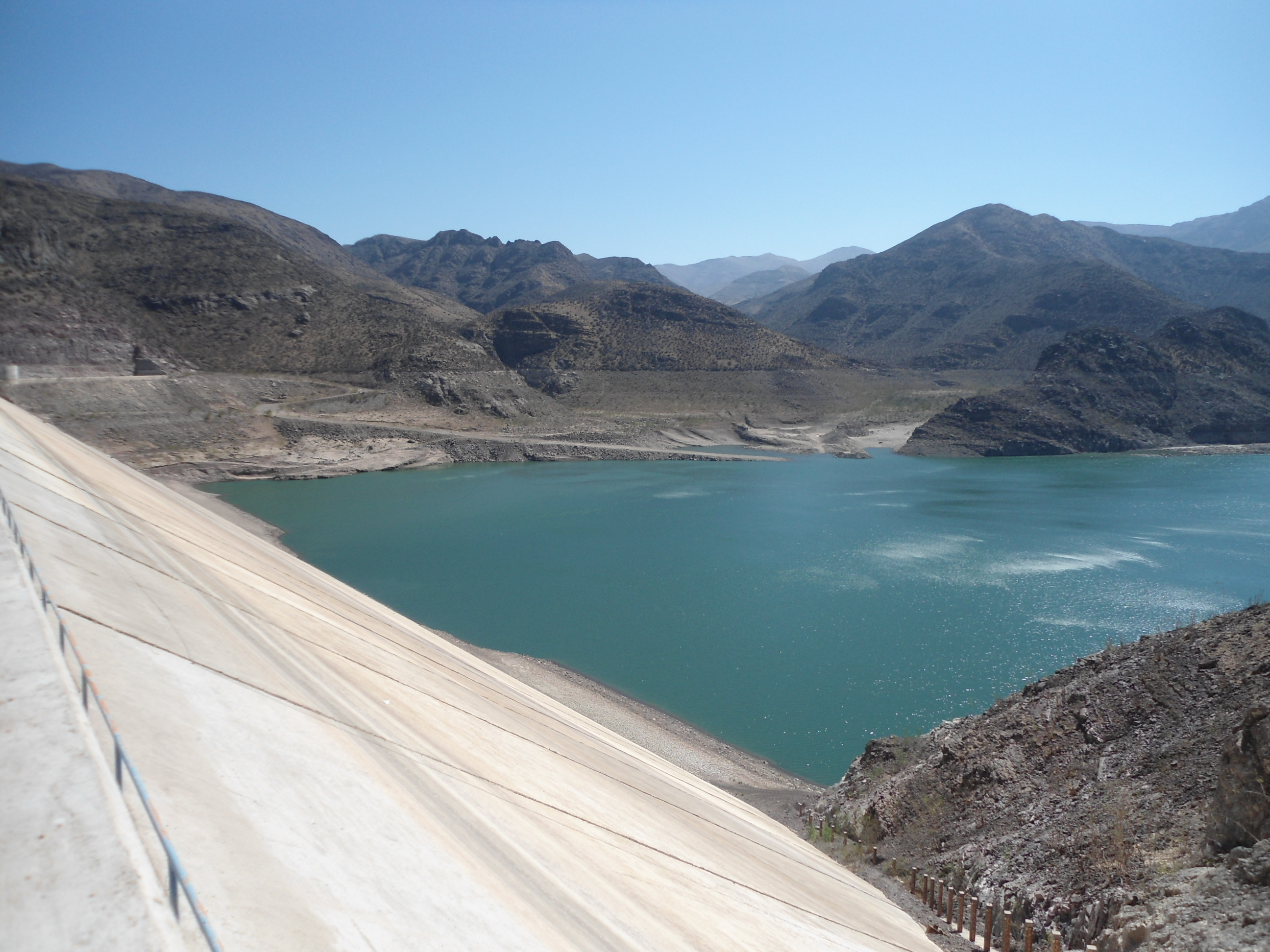
Barrage de Puclaro (en).